# 鲁达延
鲁达延（Rudayan），是印度北方邦Budaun县的一个城镇。总人口7130（2001年）。

## 人口
该地2001年总人口7130人，其中男性3768人，女性3362人；0—6岁人口1503人，其中男759人，女744人；识字率37.60%，其中男性为48.89%，女性为24.96%。